# Гемепрост
Гемепрост (16, 16-диметил-транс-δ2 простагландина E1 метиловый эфир) — лекарственное средство (антипрогестаген), аналог простагландина E1.

## Клиническое применение
Гемепрост используется на ранних сроках беременности совместно с мифепристоном. Препарат эффективен в качестве средства для искусственного прерывания беременности в I и II триместрах. Применяется интравагинально.
Препарат не одобрен FDA. В Японии используется под торговым наименованием «Прегландин».

## Побочные эффекты
Рвота, диарея и лихорадка наблюдались у 20 % пациенток. Описано два случая ишемии миокарда.